# Glande

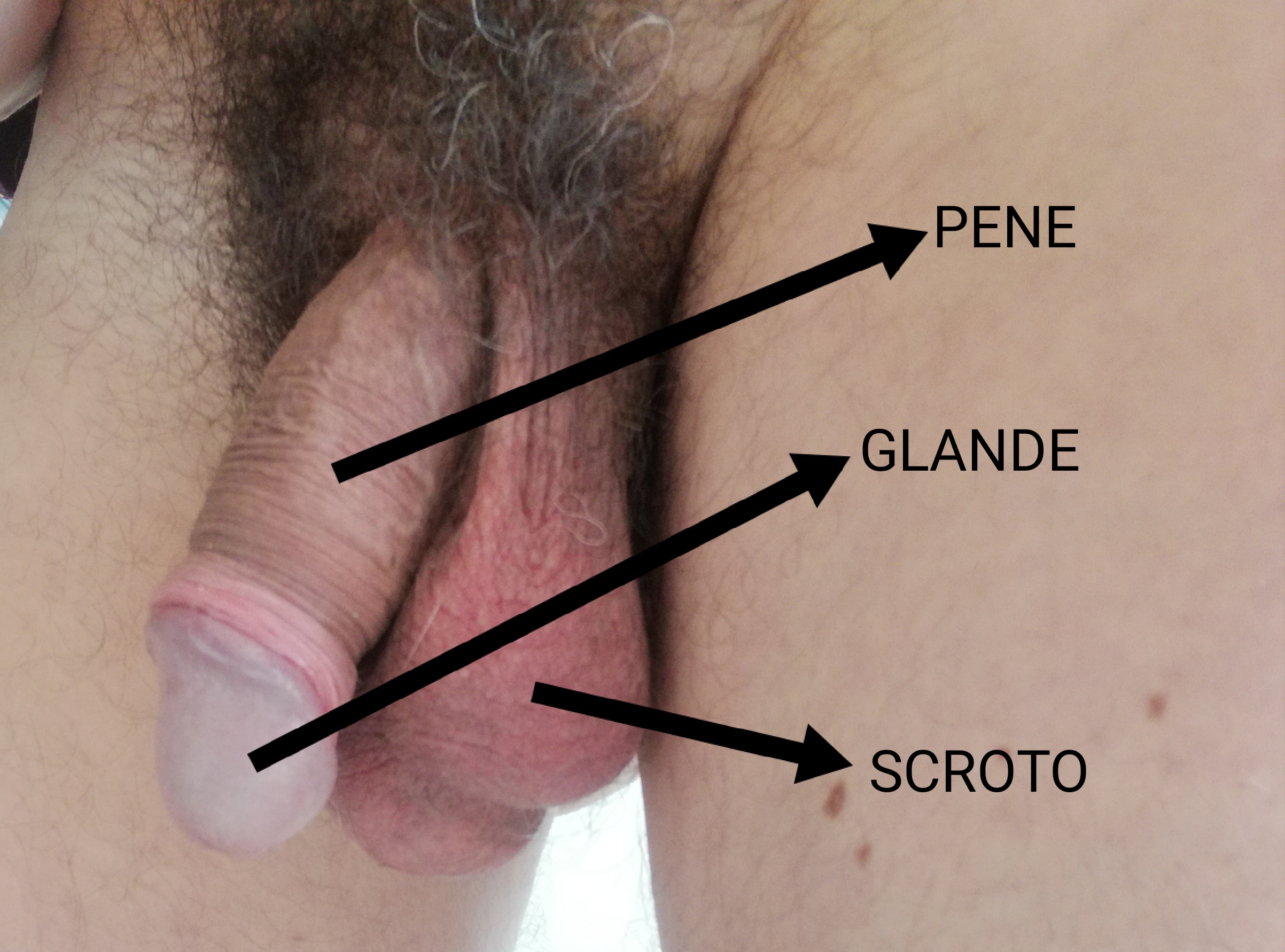
Organi genitali esterni maschili umani

Il glande, conosciuto anche come balano, è la struttura sensitiva apicale, di forma bulbare-semiconica, che si trova all'estremità distale del pene umano. Costituisce la sezione terminale espansa dei corpi spugnosi e si innesta sulla parte terminale dei corpi cavernosi. Su di esso si apre il meato urinario, parte terminale del sistema urinario, tramite una fessura longitudinale.

## Anatomia

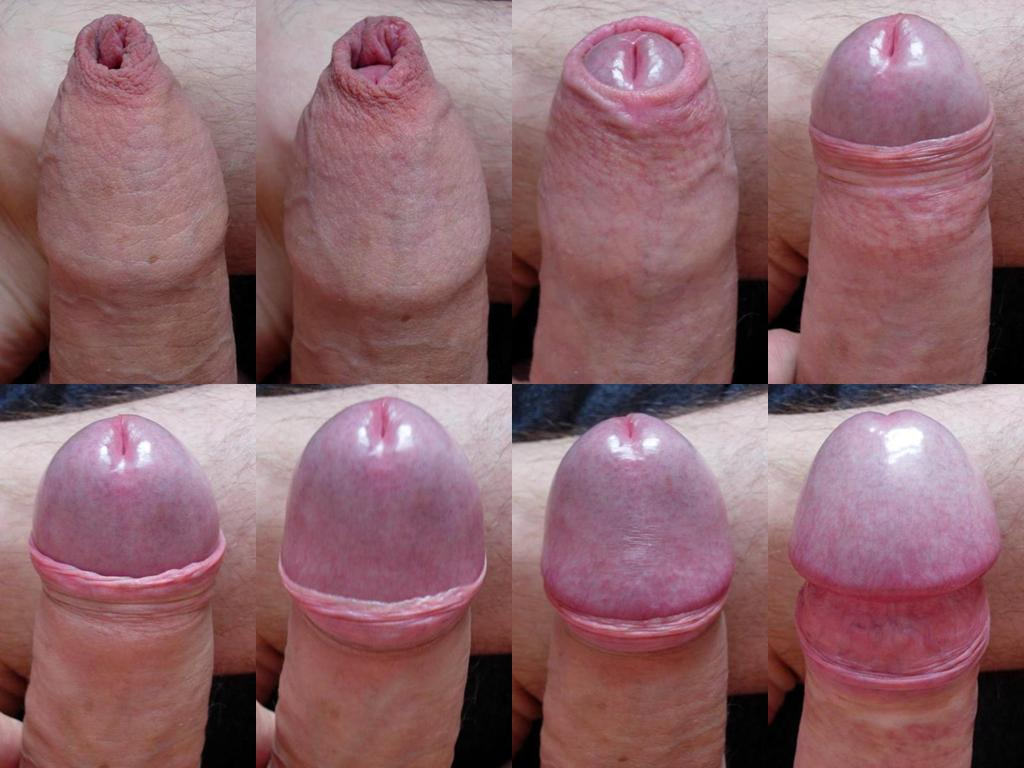
Glande coperto dal prepuzio, parzialmente scoperto e totalmente scoperto

Il glande sormonta il corpo del pene, dal quale è separato dal solco balano-prepuziale. Il restringimento tra il glande e il corpo del pene è chiamato collo. La circonferenza della base del glande forma una proiezione a sezione circolare che prende il nome di corona del glande (o comunemente corona), che sporge in espansione dal corpo del pene di circa 3 mm a riposo, e tra 5 e 7 mm durante l'erezione. La superficie del glande è generalmente liscia, sebbene una percentuale di uomini possa presentare sulla superficie della corona delle papule perlacee peniene.
Il tessuto del glande è costituito da una mucosa fortemente vascolarizzata e riccamente innervata, che lo rende la parte del pene maggiormente sensibile.
Alla nascita e spesso anche durante l'infanzia, il glande non è visibile in quanto "fuso" completamente col prepuzio, la pelle che lo ricopre per intero. Con l'avanzare dell'età e normalmente entro l'inizio della pubertà, gradualmente i due si separano permettendo la fuoriuscita del glande dal prepuzio. Nell'età adulta, nella maggioranza dei casi, il glande è coperto quando il pene è flaccido. Quando invece il pene diventa eretto, il prepuzio scivola in automatico indietro, lasciando quindi il glande parzialmente esposto.
Tuttavia, poiché il prepuzio maschile ha lunghezza molto variabile, ciò non è sempre così: conseguentemente all'aumento delle dimensioni del pene durante la pubertà, il glande potrebbe rimanere sempre in parte (o anche del tutto) scoperto, soprattutto se si ha un prepuzio mediamente corto. Nei casi contrari, in presenza ad esempio di un prepuzio eccessivamente lungo e poco elastico, quando il pene è eretto, il glande dovrà essere esposto manualmente.
In ogni caso, è importante che il prepuzio possa essere ritratto senza difficoltà al di sotto della corona del glande, sia per permettere l'attività sessuale, sia per motivi d'igiene.

## Igiene
Negli individui non circoncisi, può verificarsi l'accumulo di smegma, tra il glande e il prepuzio. È molto importante mantenere una buona igiene intima e quindi lavare con una buona frequenza anche il glande. È infatti utile in tal senso, per esempio quando si è nella doccia, ritrarre completamente il prepuzio, lavare la mucosa interna di quest'ultimo e il glande con un sapone neutro e acqua. Consigliabile, anche, asciugare il glande dopo la minzione per ridurre eventuali tracce di urine e agenti infettivi.